# Leipziger Platz

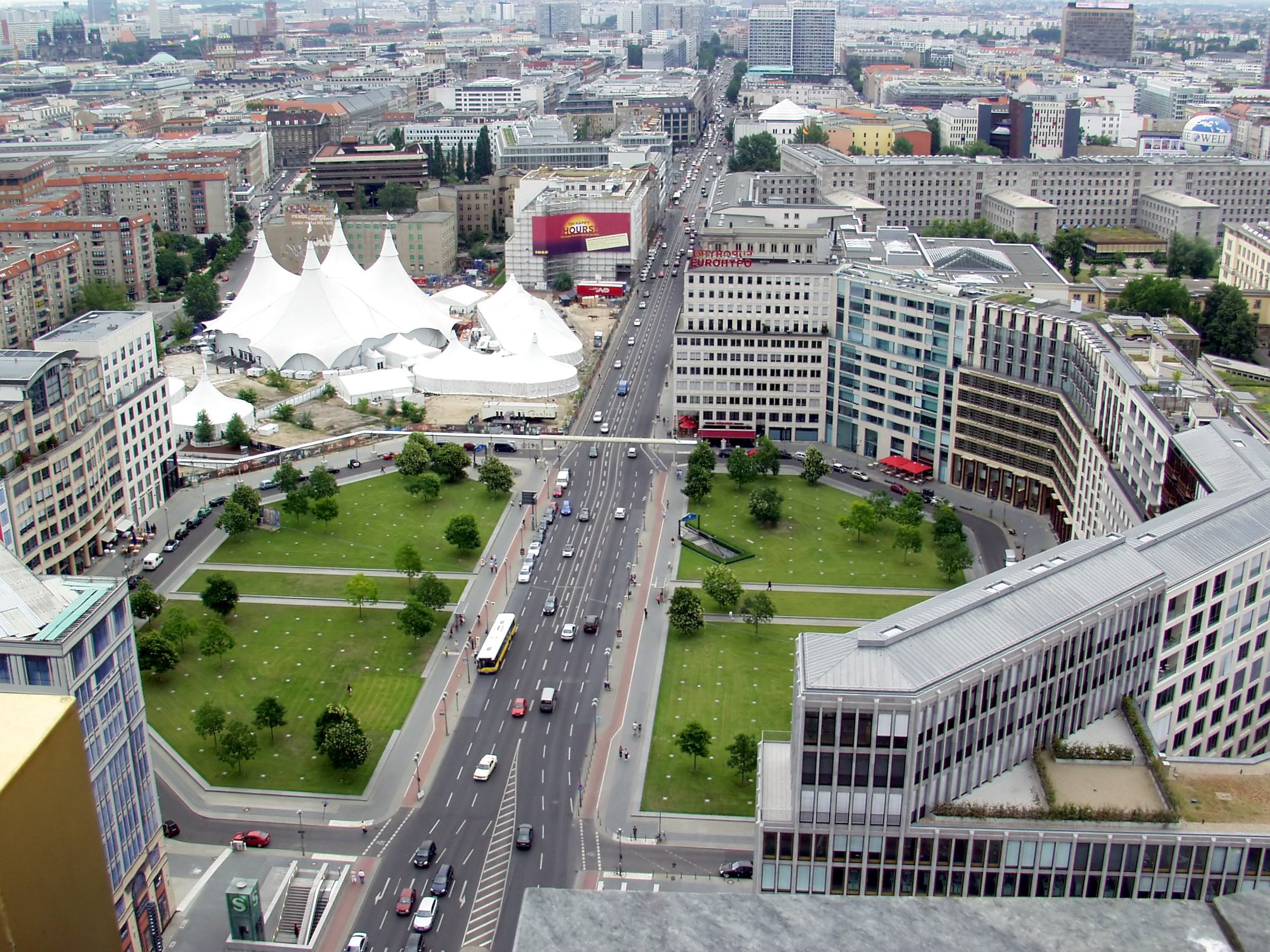
A Leipziger Platz

Leipziger Platz é uma praça de forma octogonal no bairro de Berlin-Mitte em Berlim, Alemanha. Foi erigida entre 1732 e 1738 e fica muito perto da Potsdamer Platz.
Situada ao longo da Leipziger Straße, deve o seu desenho ao arquiteto Philipp Gerlach, por encomenda de Frederico Guilherme I, que a designou Oktogon dada a sua forma octogonal com lados de 150 metros. Foi após a batalha de Leipzig, onde Napoleão foi derrotado, que tomou o nome atual.
A Leipziger Platz ficou em ruínas durante a Segunda guerra Mundial e fez parte da terra de ninguém que circundava o muro de Berlim, mas foi entretanto reconstruída na sua configuração original, embora com edifícios de arquitetura moderna.
Nesta praça situa-se o Conselho Federal Alemão. A praça foi o centro administrativo do país antes da Segunda Guerra Mundial. Nela se situa também o museu dedicado ao pintor surrealista Dalí e o Museu Alemão da Espionagem.